# La Tunique de Joseph
La Tunique de Joseph est une huile sur toile du peintre Diego Velázquez conservée au musée de la sacristie du monastère de l'Escurial (Madrid, Espagne).

## Datation et technique
La toile aurait été peinte en 1630, pendant ou après le premier voyage du peintre en Italie (Août 1629 - automne 1630).
Vélasquez abandonna ici le clair-obscur. La lumière envahit la chambre où a lieu l’événement. Les couleurs vives (bleu, orange, jaune) sont des influences des artistes vénitiens, soit que Vélasquez les eut vus dans les collections royales soit directement lors de ce voyage où il fit escale à Venise et Rome.
Deux des personnages paraissent, l’un de dos, et l’autre de côté avec la poitrine découverte, montrant son anatomie, sa musculature et cette tendance à dénuder les personnages déjà visible dans  Le Triomphe de Bacchus et la Forge de Vulcain qui, avec l’influence italienne, gagna peu à peu du terrain dans les œuvres du maître sévillan. La référence à Michel Ange est inévitable. Les personnages les plus proches ont une touche apparente, sont texturés, comme chez Caravage, alors que les personnages les plus éloignés se confondent avec la texture de la toile.
Peu à peu, Vélasquez peint de manière moins détailliste que pendant sa première période, mais il est capable d’atteindre une qualité similaire dans les objets métalliques ou en céramique qui apparaissent dans l’œuvre, sans jamais perdre de leur réalité photographique et bien que la peinture se fasse toujours moins unie. La profondeur également l’intéresse, et nous voyons comment il fait pour que le paysage puisse être vu derrière les personnages au devant de la scène.
La figure du chien est très curieuse dans cette œuvre. Certains pensent que ce serait une recommandation de Rubens qui aurait conseillé Vélasquez pour que la toile gagnât en élégance. Ce ne fut pas la seule fois que le Sévillan utilisa cette figure qui apparaît également dans les Menines  réalisée en 1659.

## Le thème
C’est une référence à l’Ancien Testament, lorsque les enfants de Jacob se présentent devant leur père pour lui expliquer que son fils favori Joseph est mort à cause d’une attaque de loups. Les frères de Joseph, un peu fatigués des puissants songes qu’avait en permanence leur frère, décidèrent de le vendre à des commerçants égyptiens pour lui faire quitter les lieux. Ils montrent à leur père les vêtements de Joseph préalablement tachés du sang d’un agneau. Jacob semble désespéré ; dans la Forge de Vulcain, pendant de ce tableau, Vélasquez  insiste sur la stupeur du dieu : les deux tableaux montrent une certaine gravité. 
Jacob est représenté juste au moment où il reçoit cette nouvelle. Pour cette raison il fait le geste de se lever de la chaise sur laquelle il se trouve et lève les bras avec un geste de surprise à l’annonce de la mort de son fils.
Le chien, introduit sur la toile par Vélasquez  aboie, car il a remarqué le mensonge des frères, contrairement à Jacob.

## Le thème par d’autres peintres

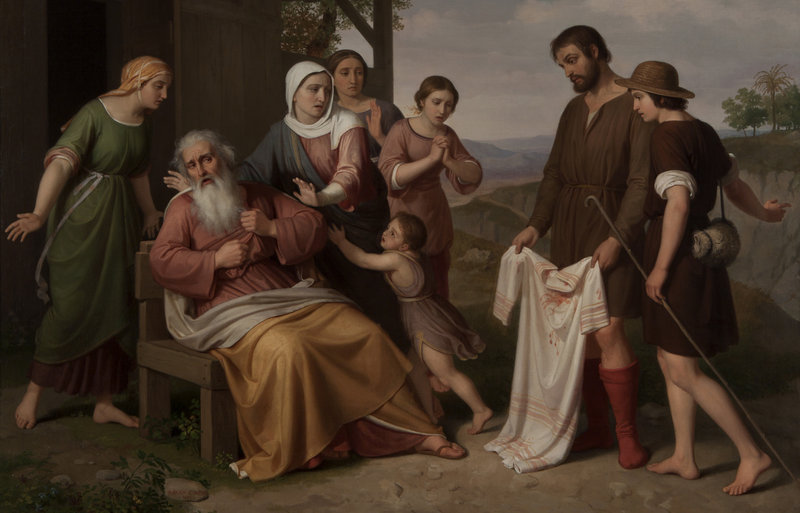
Pelegrí Clavé.
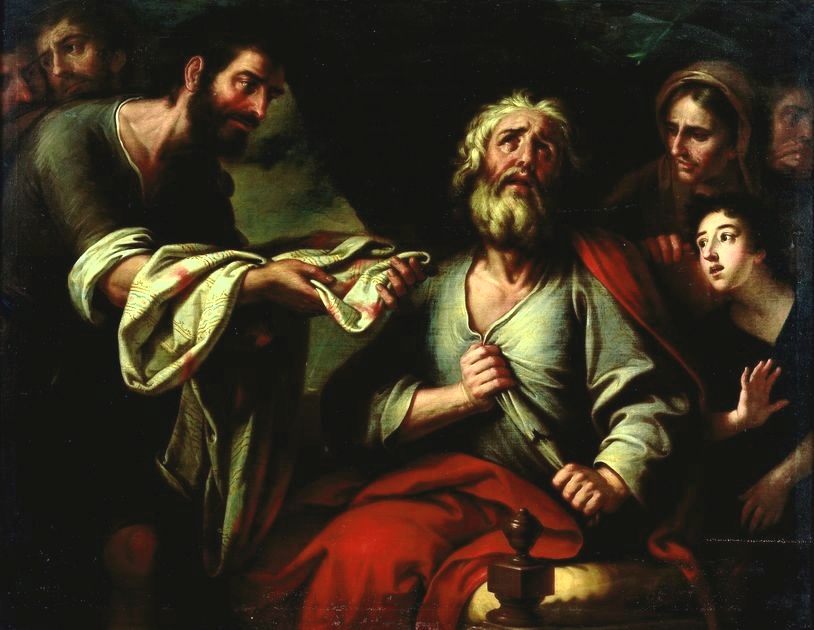
José Vergara.
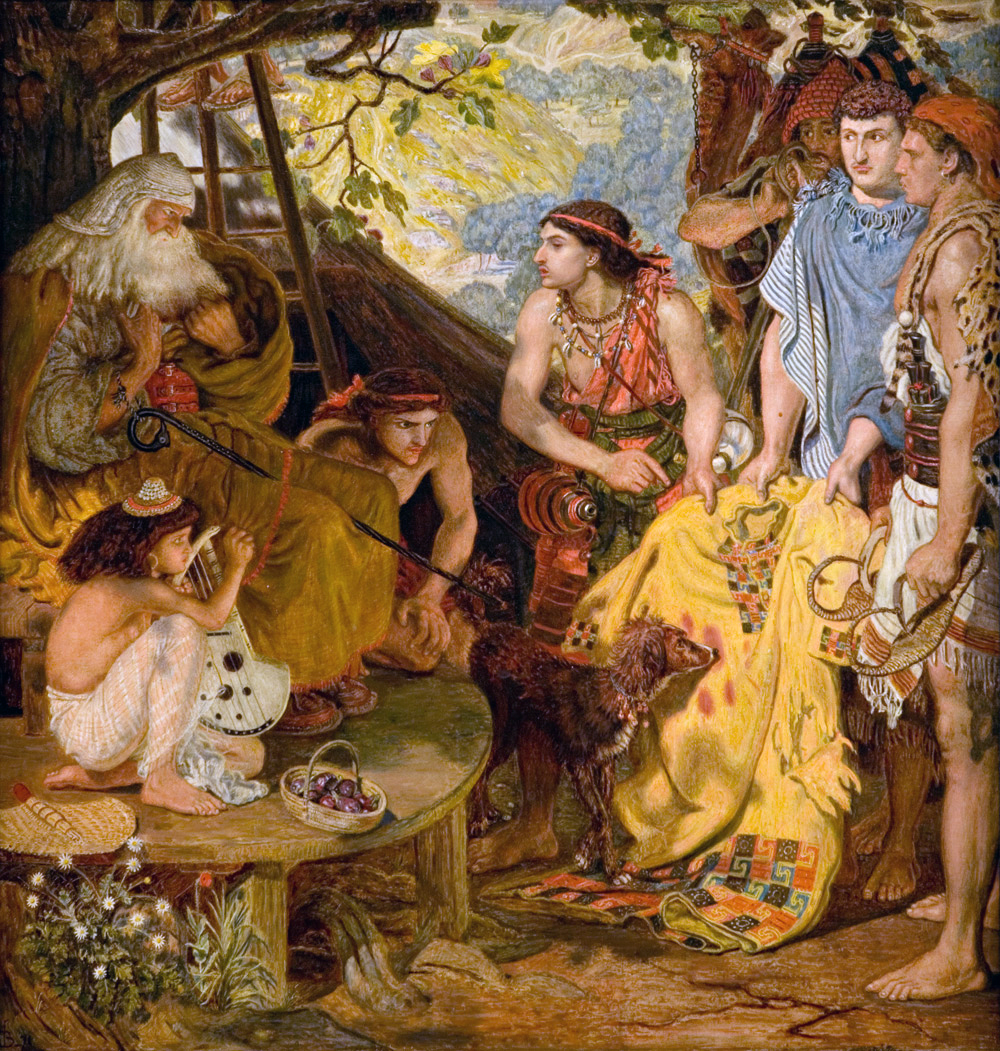
Ford Madox Brown.